# Meme (Bamusso)
Pour les articles homonymes, voir Meme (homonymie).
Meme est une localité du Cameroun, située dans l'arrondissement de Bamusso, le département du Ndian et la Région du Sud-Ouest.

## Population
Lors du recensement national de 2005, Meme comptait 55 habitants.
En 2011, une enquête de terrain estime la population à 318 personnes.